# Luis Caicedo Medina
Luis Alberto Caicedo Medina, detto Kunty (Guayaquil, 11 maggio 1992), è un calciatore ecuadoriano, difensore o centrocampista del Deportivo Pasto.

## Biografia
Nell'ottobre 2016 è stato squalificato per 3 partite ai tempi dell'Independiente del Valle, nella partita di campionato contro l'Emelec, per aver maledetto l'arbitro. Successivamente Caicedo ha affermato che è stato l'arbitro ad avviare lo scontro e presumibilmente insultato e fatto commenti razzisti sull'etnia afro-ecuadoriana di Caicedo. In una partita dello stesso mese, l'11 ottobre in una partita internazionale di Qualificazione Mondiali contro la nazionale boliviana, Caicedo è stato espulso al suo secondo cap internazionale, prendendo due cartellini gialli. Il 28 marzo 2017, in una partita di qualificazioni per la coppa del mondo, Caicedo è stato espulso per aver commesso due reati con la nazionale ecuadoriana che ha perso per 2-0.

## Caratteristiche tecniche
Il suo ruolo naturale è il difensore centrale, ma può giocare anche come terzino destro o come mediano.

## Carriera

### Club

#### Indep. del Valle

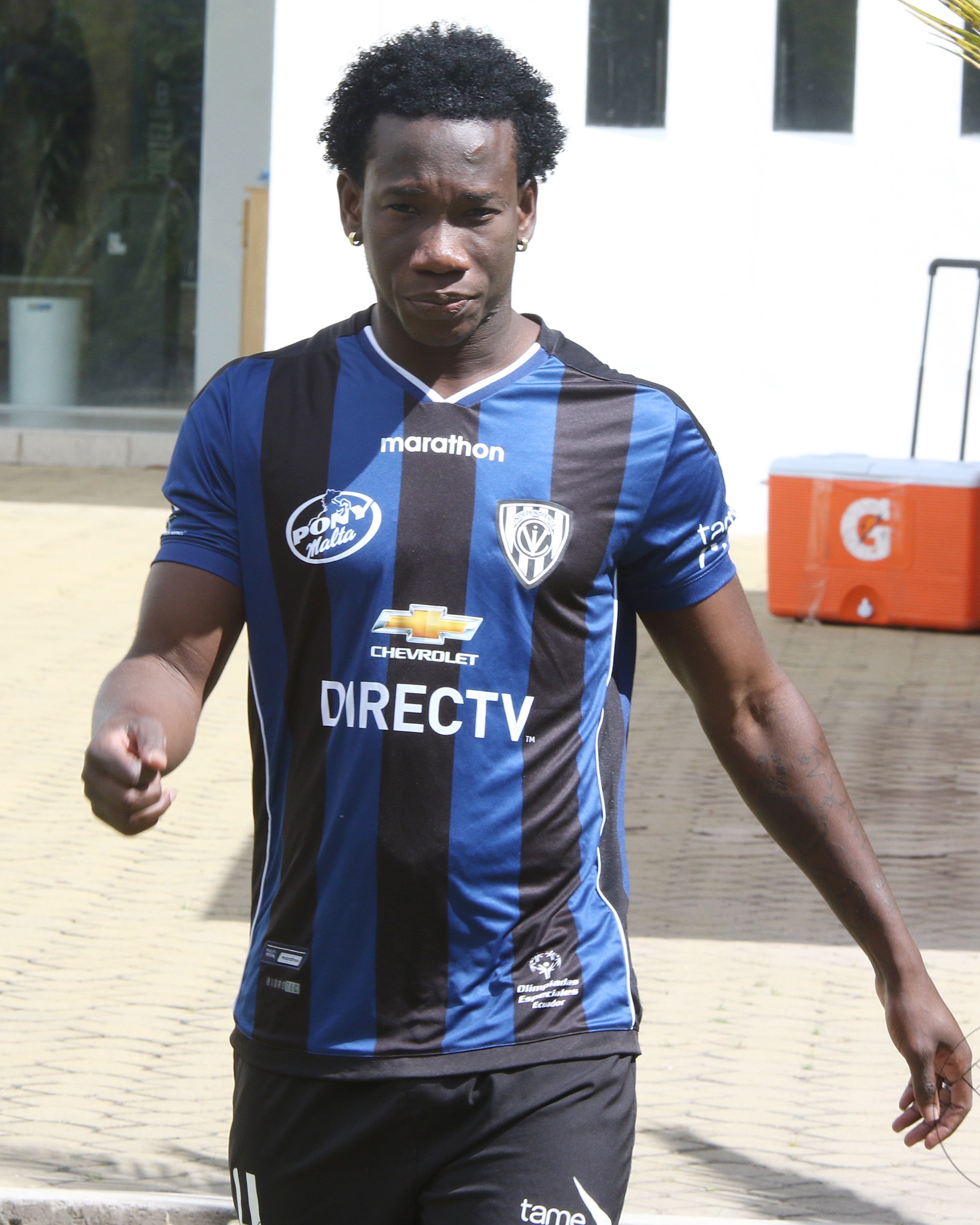
Kunty con l' nel 2016

Nato a Guayaquil, inizia a giocare a calcio all'età di 10 anni per il centro sportivo Fedeguayas, dove gioca 2 stagioni. Il 2 febbraio 2010 viene acquistato dal Independiente del Valle, aggregatosi alla formazione giovanile.
Il 1º gennaio 2011 firma il suo primo contratto da professionista con il Independiente del Valle fino al gennaio dell'anno prossimo.
Esordisce in prima squadra il 5 febbraio 2012, in occasione della partita casalinga vinta per 1-0 contro il LDU Loja. Mette a segno il suo primo gol in carriera professionistica il 14 giugno 2012, in occasione della partita vinta per 0-2 in casa del Macará.
Gioca la sua prima partita in Coppa Sudamericana il 1º agosto 2013 in occasione della partita finita con uno spareggio di 0-0 allo Estadio Libertadores de América contro il Dep. Anzoátegui.
Nel febbraio 2016 è stato convocato per la prima volta in Coppa Libertadores, apparendo per la prima volta il 4 febbraio 2016, nella partita casalinga contro il Guarani vinta per 1-0.

#### Cruzeiro e prestito al Barcelona SC
Il 16 gennaio 2017 viene acquistato dal Cruzeiro per 1,40 milioni di euro fino a metà dell'anno prossimo con il diritto di riscatto a favore dell'Independiente per 1,50 milioni di euro. Fa il suo debutto con la maglia del Cruzeiro il 28 maggio 2017, in occasione della partita di campionato in casa del Santos vinta per 0-1 dal Cruzeiro. Nel maggio 2017 è stato convocato per la prima volta in Coppa Sudamericana con il Cruzeiro, apparendo per la prima partita in Coppa Sudamericana con la maglia del Cruzeiro l'11 maggio 2017, nella partita ospite contro il Nacional persa per 3-2 dal Nacional. Alla fine della stagione vince la Coppa del Brasile 2017, presentandosi in campo solo 7 volte compresa la presenza in Coppa Sudamericana.
Il 1º luglio 2017 viene annunciato il suo passaggio in prestito annuale al Barcelona SC per 1,20 milioni di euro: l'accordo prevede il diritto di riscatto a favore del Cruzeiro per 1,30 milioni di euro e il diritto di recompera a favore del Barcelona SC per 1 milione di euro. Esordisce con la maglia giallo-nera il 13 agosto 2017, in occasione della partita ospite contro il Clan Juvenil vinta per 0-2. Appare per la prima volta in Coppa Libertadores con la maglia del Barcelona SC il 26 ottobre 2017 in occasione della partita persa per 0-3 all'Arena do Grêmio contro il Grêmio. Appare per la prima volta in Coppa Sudamericana con la maglia del Barcelona SC il 21 febbraio 2018, nella partita casalinga contro il General Díaz finita con uno spareggio di 0-0.

#### Veracruz
Il 5 settembre 2018 viene annunciato il suo passaggio a titolo definitivo al Veracruz; secondo le indiscrezioni di stampa il costo del trasferimento sarebbe pari a 700.000 euro più bonus. Fa il suo debutto con la maglia del Veracruz, nella partita ospite di campionato contro il Toluca persa per 2-3. Sebbene sia stato registrato per apparire in Copa México Apertura, non ha avuto alcun tempo di gioco.
Inizia la stagione 2019, apparendo per la prima volta in campo il 6 gennaio 2019, in occasione della partita ospite di campionato contro il Pumas UNAM finita con uno spareggio di 0-0. Nel gennaio 2019 è stato convocato per la prima volta in Copa México Clasura, apparendo per la prima volta il 16 gennaio 2019, in occasione della partita persa per 0-2 all'Estadio Francisco Villa contro i Mineros de Zacatecas.

#### LDU Quito
Il 16 giugno 2019 viene ufficializzato il suo passaggio al LDU Quito a partire dal 1º luglio 2019 per un costo pari a 1 milione di euro fino all'anno prossimo.

### Nazionale

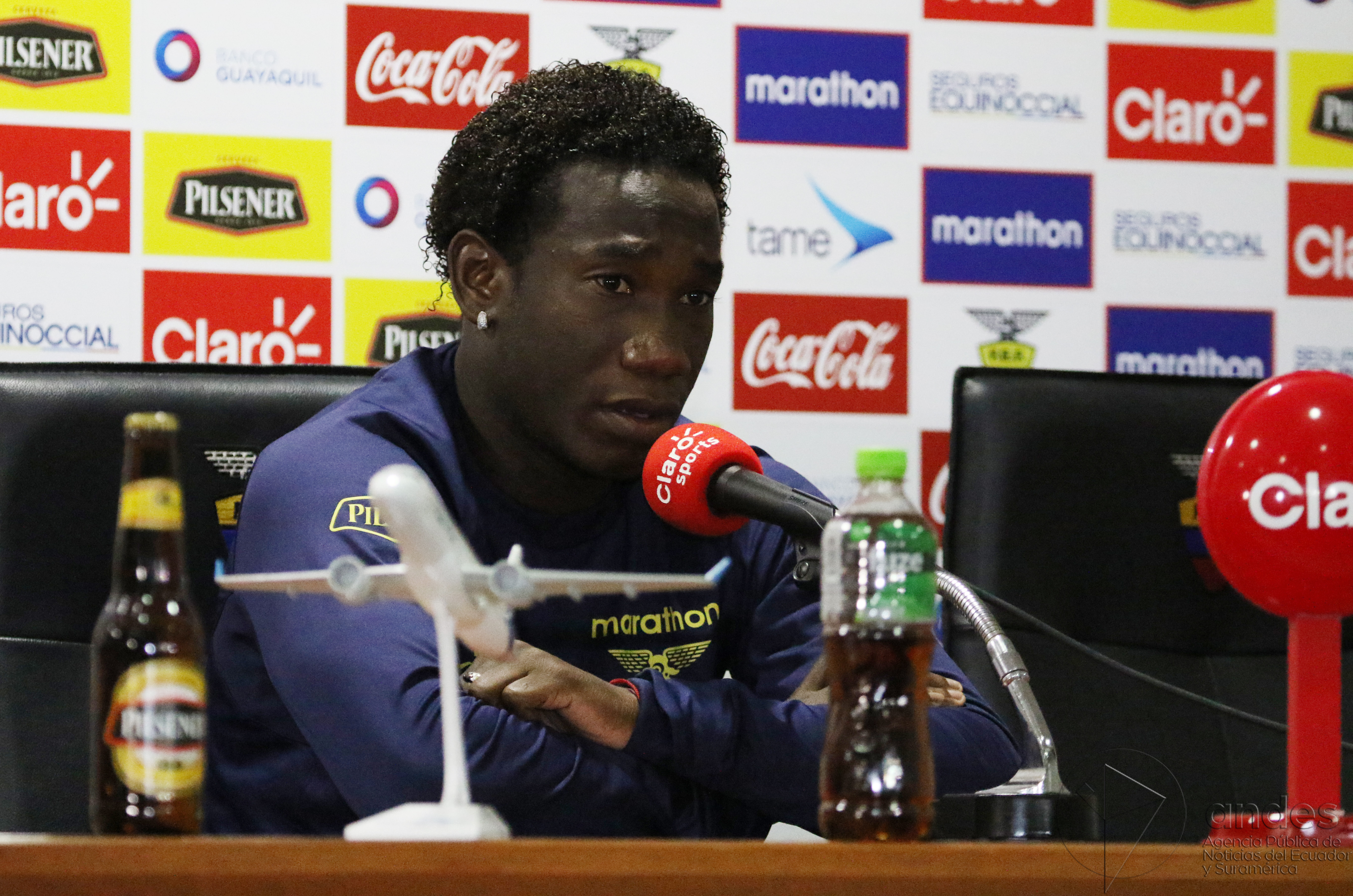
Kunty nel 2017, in una conferenza stampa

Nell'agosto 2016 è stato chiamato dal mister del tempo, Gustavo Quinteros, per prendere parte alle Qualificazioni per la coppa del Mondo, apparendo per la prima volta il 6 ottobre 2016, nella partita casalinga disputata a Quito, in Ecuador, contro la nazionale cilena vinta per 3-0. 

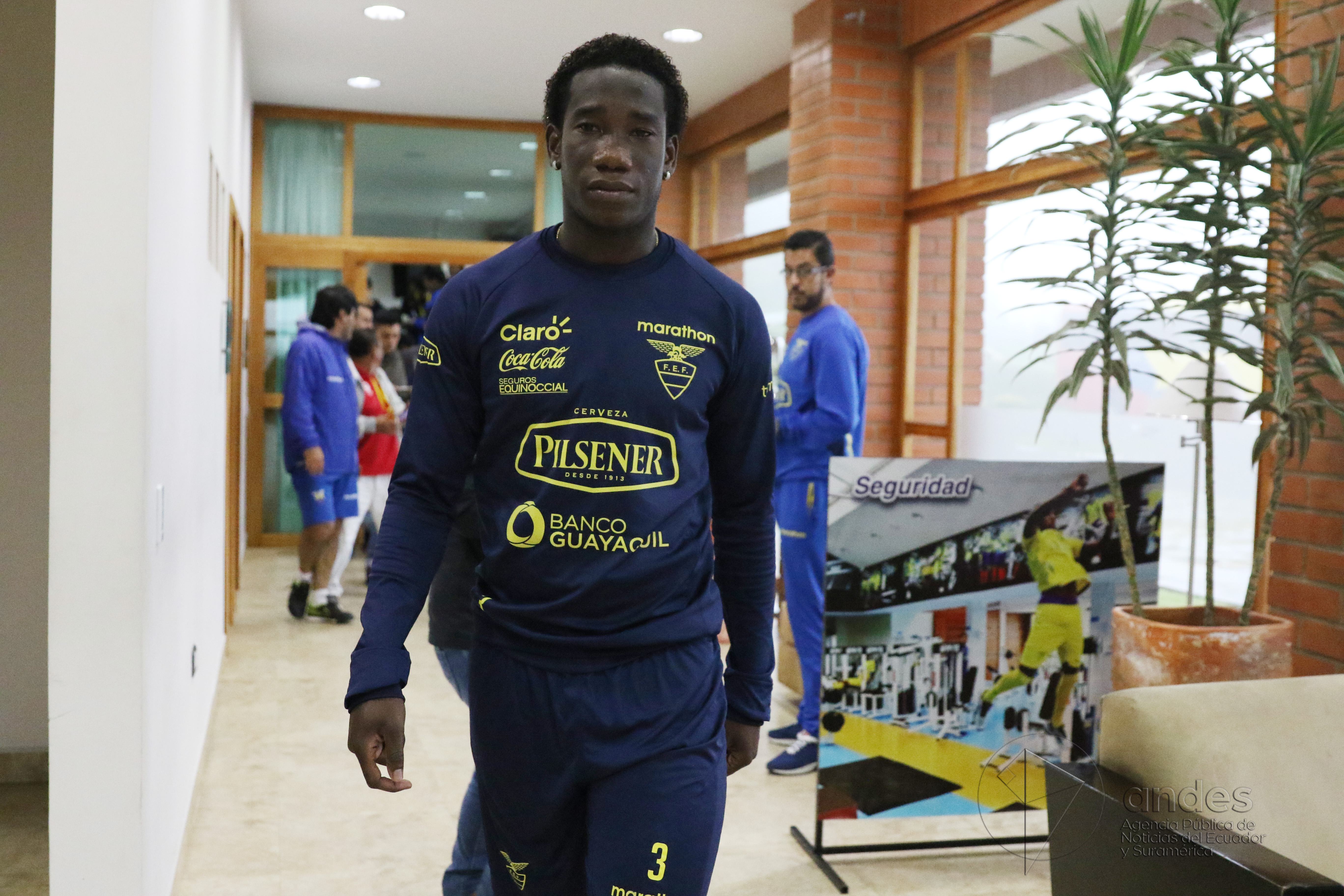
Kunty con la nazionale ecuadoriana nel 2017, dopo una squalifica in seguito a due cartellini gialli

 Nel corso della sua carriera internazionale è stato spesso soggetto di diverbi con gli arbitri, prendo anche vari cartellini rossi, come nell'ottobre 2016, nella partita ospite disputata a La Paz, in Bolivia, partita finita con un pareggio di 2-2 con un componente della squadra in meno. Inizia la stagione 2017, prendendo 2 cartellini gialli nella seconda presenza in nazionale che lo porterà a non giocare la partita amichevole contro la nazionale venezuelana.

## Statistiche

### Presenze e reti nei club
| Stagione                | Squadra                 | Campionato              | Campionato | Campionato | Coppe nazionali | Coppe nazionali | Coppe nazionali | Coppe continentali | Coppe continentali | Coppe continentali | Altre coppe | Altre coppe | Altre coppe | Totale | Totale |
| Stagione                | Squadra                 | Comp                    | Pres       | Reti       | Comp            | Pres            | Reti            | Comp               | Pres               | Reti               | Comp        | Pres        | Reti        | Pres   | Reti   |
| ----------------------- | ----------------------- | ----------------------- | ---------- | ---------- | --------------- | --------------- | --------------- | ------------------ | ------------------ | ------------------ | ----------- | ----------- | ----------- | ------ | ------ |
| 2011-2012               | Independiente del Valle | A                       | 42         | 1          | -               | -               | -               | -                  | -                  | -                  | -           | -           | -           | 42     | 1      |
| 2012-2013               | Independiente del Valle | A                       | 35         | 0          | -               | -               | -               | -                  | 4                  | 0                  | -           | -           | -           | 39     | 0      |
| 2013-2014               | Independiente del Valle | A                       | 23         | 1          | -               | -               | -               | -                  | 1                  | 0                  | -           | -           | -           | 24     | 1      |
| 2014-2015               | Independiente del Valle | A                       | 35         | 0          | -               | -               | -               | -                  | -                  | -                  | -           | -           | -           | 35     | 0      |
| 2015-2016               | Independiente del Valle | A                       | 29         | 0          | -               | -               | -               | -                  | 15                 | 0                  | -           | -           | -           | 44     | 0      |
| 2016-2017               | Independiente del Valle | A                       | 0          | 0          | -               | -               | -               | -                  | -                  | -                  | -           | -           | -           | 0      | 0      |
| Totale Indep. del Valle | Totale Indep. del Valle | Totale Indep. del Valle | 178        | 2          |                 |                 |                 |                    | 20                 | 0                  |             |             |             | 198    | 2      |
| 2017                    | Cruzeiro                | A                       | 6          | 0          | -               | -               | -               | -                  | -                  | -                  | -           | -           | -           | 6      | 0      |
| 2018                    | Cruzeiro                | A                       | 0          | 0          | -               | -               | -               | -                  | 1                  | 0                  | -           | -           | -           | 1      | 0      |
| Totale Cruzeiro         | Totale Cruzeiro         | Totale Cruzeiro         | 6          | 0          |                 |                 |                 |                    | 1                  | 0                  |             |             |             | 7      | 0      |
| 2017-2018               | Barcelona SC            | A                       | 23         | 0          | -               | -               | -               | -                  | 3                  | 0                  | -           | -           | -           | 26     | 0      |
| Totale Barcelona SC     | Totale Barcelona SC     | Totale Barcelona SC     | 23         | 0          |                 |                 |                 |                    | 3                  | 0                  |             |             |             | 26     | 0      |
| 2018-2019               | Veracruz                | PDM                     | 17         | 0          | CMX             | 1               | 0               | -                  | -                  | -                  | -           | -           | -           | 18     | 0      |
| Totale Veracruz         | Totale Veracruz         | Totale Veracruz         | 17         | 0          |                 | 1               | 0               |                    |                    |                    |             |             |             | 18     | 0      |
| 2019-2020               | LDU Quito               | A                       | 0          | 0          | -               | -               | -               | -                  | -                  | -                  | -           | -           | -           | 0      | 0      |
| Totale carriera         | Totale carriera         | Totale carriera         | 224        | 2          |                 | 1               | 0               |                    | 24                 | 0                  |             |             |             | 249    | 2      |

### Cronologia presenze e reti in nazionale
| Cronologia completa delle presenze e delle reti in nazionale ― Ecuador | Cronologia completa delle presenze e delle reti in nazionale ― Ecuador | Cronologia completa delle presenze e delle reti in nazionale ― Ecuador | Cronologia completa delle presenze e delle reti in nazionale ― Ecuador | Cronologia completa delle presenze e delle reti in nazionale ― Ecuador | Cronologia completa delle presenze e delle reti in nazionale ― Ecuador | Cronologia completa delle presenze e delle reti in nazionale ― Ecuador | Cronologia completa delle presenze e delle reti in nazionale ― Ecuador |
| Data                                                                   | Città                                                                  | In casa                                                                | Risultato                                                              | Ospiti                                                                 | Competizione                                                           | Reti                                                                   | Note                                                                   |
| ---------------------------------------------------------------------- | ---------------------------------------------------------------------- | ---------------------------------------------------------------------- | ---------------------------------------------------------------------- | ---------------------------------------------------------------------- | ---------------------------------------------------------------------- | ---------------------------------------------------------------------- | ---------------------------------------------------------------------- |
| 6-10-2016                                                              | Quito                                                                  | Ecuador                                                                | 3 – 0                                                                  | Cile                                                                   | Qualificazioni al campionato mondiale di calcio 2016                   | -                                                                      |                                                                        |
| 11-10-2016                                                             | La Paz                                                                 | Bolivia                                                                | 2 – 2                                                                  | Ecuador                                                                | Qualificazioni al campionato mondiale di calcio 2016                   | -                                                                      |                                                                        |
| 15-11-2016                                                             | Quito                                                                  | Ecuador                                                                | 3 – 0                                                                  | Venezuela                                                              | Qualificazioni al campionato mondiale di calcio 2016                   | -                                                                      |                                                                        |
| 24-3-2017                                                              | Asunción                                                               | Paraguay                                                               | 2 – 1                                                                  | Ecuador                                                                | Qualificazioni al campionato mondiale di calcio 2016                   | -                                                                      |                                                                        |
| 28-3-2017                                                              | Quito                                                                  | Ecuador                                                                | 0 – 2                                                                  | Colombia                                                               | Qualificazioni al campionato mondiale di calcio 2016                   | -                                                                      |                                                                        |
| 14-6-2017                                                              | New Jersey                                                             | Ecuador                                                                | 3 – 0                                                                  | El Salvador                                                            | Amichevole                                                             | -                                                                      |                                                                        |
| 12-10-2018                                                             | Doha                                                                   | Qatar                                                                  | 4 – 3                                                                  | Ecuador                                                                | Amichevole                                                             | -                                                                      |                                                                        |
| 16-10-2018                                                             | Lekhwiya                                                               | Oman                                                                   | 0 – 0                                                                  | Ecuador                                                                | Amichevole                                                             | -                                                                      |                                                                        |
| Totale                                                                 |                                                                        | Presenze                                                               | 8                                                                      |                                                                        | Reti                                                                   | 0                                                                      |                                                                        |

## Palmarès

### Competizioni nazionali
- Copa Ecuador: 1

LDU Quito: 2019
- Supercoppa ecuadoriana: 2

LDU Quito: 2020, 2021